# Ngga Pilimsit
Le Ngga Pilimsit, ou mont Idenburg de son nom colonial, est une montagne d'Indonésie située dans la province de Papouasie centrale, dans les monts Maoke. Il se trouve à un peu plus de treize kilomètres à l'ouest-nord-ouest du Puncak Jaya, le point culminant de l'Océanie et de l'Indonésie.